# Childersburg
Childersburg is een plaats (city) in de Amerikaanse staat Alabama, en valt bestuurlijk gezien onder Shelby County en Talladega County.

## Demografie
Bij de volkstelling in 2000 werd het aantal inwoners vastgesteld op 4927.
In 2006 is het aantal inwoners door het United States Census Bureau geschat op 4985, een stijging van 58 (1,2%).

## Geografie
Volgens het United States Census Bureau beslaat de plaats een oppervlakte van
20,5 km², waarvan 20,0 km² land en 0,5 km² water. Childersburg ligt op ongeveer 141 m boven zeeniveau.

## Plaatsen in de nabije omgeving
De onderstaande figuur toont de plaatsen in een straal van 16 km rond Childersburg.